# Explosion du 10 septembre 2010 à l'hôtel Jørgensen
L'explosion à l'hôtel Jørgensen est une explosion mineure à l'intérieur de l'hôtel du même nom dans le centre de Copenhague, Danemark. L'explosion a lieu à 13 h 23 le 10 septembre 2010. Aucun décès n'est enregistré. Le seul blessé fut le kamikaze tchétchène-belge  Lors Doukaiev, qui est arrêté dans un parc voisin, Ørstedsparken, après l'explosion, mais qui n'est identifié que plusieurs jours plus tard.
L'agence de sécurité allemande Verfassungsschutz confirme que Doukaiev entretenait des contacts étroits avec des extrémistes islamiques dans la ville allemande de Brême.

## Enquête
Considérant que le kamikaze a acheté un billet de bus pour la Belgique au départ du Danemark le 10 septembre, et qu'il a été vu dans un bureau de poste en train d'acheter une petite boîte utilisée pour l'envoi de CD, ainsi qu'un rouleau de ruban adhésif, les autorités pensent qu'il ne s'agissait pas d'un attentat suicide contre l'auberge, mais plutôt d'un accident lors de la fabrication d'une lettre piégée, qui s'est produit à la suite de l'utilisation par Doukaiev d'une substance explosive hautement volatile.
Lors Doukaiev a également été vu dans un magasin de jeux vidéo, en train d'acheter un jeu dont il aurait pu avoir l'intention d'utiliser le boîtier comme contenant pour la bombe.
La police danoise a révélé une hypothèse concernant le but de la bombe. Selon l'hypothèse de la police, Lors Doukaiev aurait fabriqué une lettre piégée, censée exploser à l'ouverture. La bombe aurait le même effet qu'une grenade à fragmentation. On suppose que le Jyllands-Posten d'Århus aurait été la cible de cette lettre piégée.
Malgré les affirmations persistantes d'innocence de Lors Doukaiev, un panel unanime de juges l'a reconnu coupable de tentative de terrorisme, et le 31 mai 2011, il a été condamné à 12 ans de prison. En avril 2013, il a été extradé vers la Belgique.